# بول ريز
بول ريز (بالإنجليزية: Paul Rhys)‏ هو ممثل بريطاني، ولد في 19 ديسمبر 1963 في المملكة المتحدة.

## أعمال

### أفلام
- (1992) تشابلن
- (2001) من الجحيم[5]
- (2005)  ديدر

## وصلات خارجية
- بول ريز على موقع IMDb (الإنجليزية)
- بول ريز على موقع ألو سيني (الفرنسية)
- بول ريز على موقع ميوزك برينز (الإنجليزية)
- بول ريز على موقع أول موفي (الإنجليزية)
- بول ريز على موقع قاعدة بيانات الأفلام السويدية (السويدية)
- بول ريز على موقع ديسكوغز (الإنجليزية)
- بول ريز على موقع قاعدة بيانات الفيلم (الإنجليزية)
- بول ريز على موقع كينوبويسك (الروسية)